# Кевін Міллер
Кевін Бредлі Міллер (англ. Kevin Bradley Miller; 9 вересня 1965, м. Лансинг, Мічиган, США) — колишній американський професійний хокеїст. За час своєї кар'єри він грав за Нью-Йорк Рейнджерс, Детройт Ред-Вінгс, Вашингтон Кепіталс, Сент-Луїс Блюз, Сан-Хосе Шаркс, Піттсбург Пінгвінс, Чикаго Блекгокс, Нью-Йорк Айлендерс і Оттава Сенаторс у Національній хокейній лізі та за клуб «Давос» у Швейцарській Національній лізі А. Його рідні брати Кіп і Келлі також грали в НХЛ, як і двоюрідні брати Раєн і Дрю.

## Кар'єра (клубна)
Міллер грав протягом чотирьох років з 1984 року по 1988 рік, частково зі своїми двома братами, в Мічиганському університеті в Центральній Колегіальній Хокейній Асоціації, Національної асоціації студентського спорту. За чотири роки, які він провів в цій лізі встиг зіграти за збірну США та взяти участь в Зимових Олімпійських іграх у Калгарі (Канада) в 1988 році.
У 1984 Драфті НХЛ був обраний в десятому раунді під номером 202 «Нью-Йорк Рейнджерс», до якого перейшов на початку сезону 1988/89 років. Перші два сезони провів здебільшого у фарм-клубі зігравши всього 40 матчів за «Рейнджерс». Тільки в сезоні 1990/91 він закріпився в НХЛ, але в ході сезону перейшов до «Детройт Ред-Вінгс». Сезон 1991/92 закінчував у «Вашингтон Кепіталс» (провів там лише 10 матчів) та підписавши після цього контракт опинився у «Сент-Луїс Блюз». Міллер грав за «Блюз» два з половиною сезони, в тому числі свій найкращий сезон в НХЛ набравши 48 очок у 75 матчах. В ході сезону 1994/95 американець знову змінив клуб, цього разу це був «Сан-Хосе Шаркс». Там він теж не залишався довго, награвши за два сезони загалом 89 матчів та набрав 55 очок. В наступні чотири роки він пограв за «Піттсбург», «Чикаго Блекгокс», «Нью-Йорк Айлендерс» і «Оттаву», проводячи більшість сезонів у фарм-клубах. В кінці сезону 1999/00 він виграв з «Гранд Репідс Гріффінс» Кубок Тернера, IHL.
Оскільки Міллер частіше виступав в нижчих лігах усі три сезони з 1997 по 2000, він підписав контракт з сезону 2000/01 із «Давосом» Швейцарська Національна ліга А. За три роки виступів у Швейцарії, він виграв швейцарський чемпіонат у 2002 році, принісши вперше за останні 17 років «Давосу» титул чемпіонів і двічі виграв Кубок Шпенглера, для давосців це була перша перемога на турнірі з 1958 року. Негативним для Кевіна став матч з ЕХК «Клотен» в чемпіонаті під час якого він наніс важку черепно-мозкову травму супернику Ендрю Маккім, що для останнього стало закінченням кар'єри хокеїста. Міллер був згодом дискваліфікований з ліги на вісім ігор і засуджений до штрафу в розмірі 3000 швейцарських франків, а також засуджений у влітку 2005 року до трьох місяців тюремного ув'язнення і штрафу в розмірі 10 000 швейцарських франків. Після декількох звернень, у квітні 2008 року Верховний суд Цюриху виносить остаточне рішення, що потрібно, щоб він заплатив 3000 швейцарських франків штрафу та 100% відшкодував збитки Ендрю.
Влітку 2003 року, Міллер повернувся до США, де він підписав контракт з Детройт Ред-Вінгс, але за команду провів всього чотири матчі в сезоні 2003/04. В основному він виступав за фарм-клуб в Американській хокейній лізі. Провівши сім матчів у складі «Флінт Дженералс» в сезоні 2004/05, він закінчив свою кар'єру.

## Кар'єра (збірна)
Крім участі в Зимових Олімпійських іграх у Калгарі в 1988 році, Міллер також грав на чемпіонаті світу в 1991, 1998 і 2003 роках та Кубку Канади в 1991 році за збірну США. На Кубку Канади, він здобув срібну медаль.

## Нагороди та досягнення
- 1991 Срібний призер Кубку Канади.
- 2000 Виграв Кубок Тернера у складі «Гранд Репідс Гріффінс».
- 2000 Виграв Кубок Шпенглера у складі ХК «Давос».
- 2000 увійшов до команди «Усіх зірок» Кубка Шпенглера.
- 2001 Виграв Кубок Шпенглера у складі ХК «Давос».
- 2002 Чемпіон Швейцарії у складі ХК «Давос».